# Guangzhou International Biotech Island

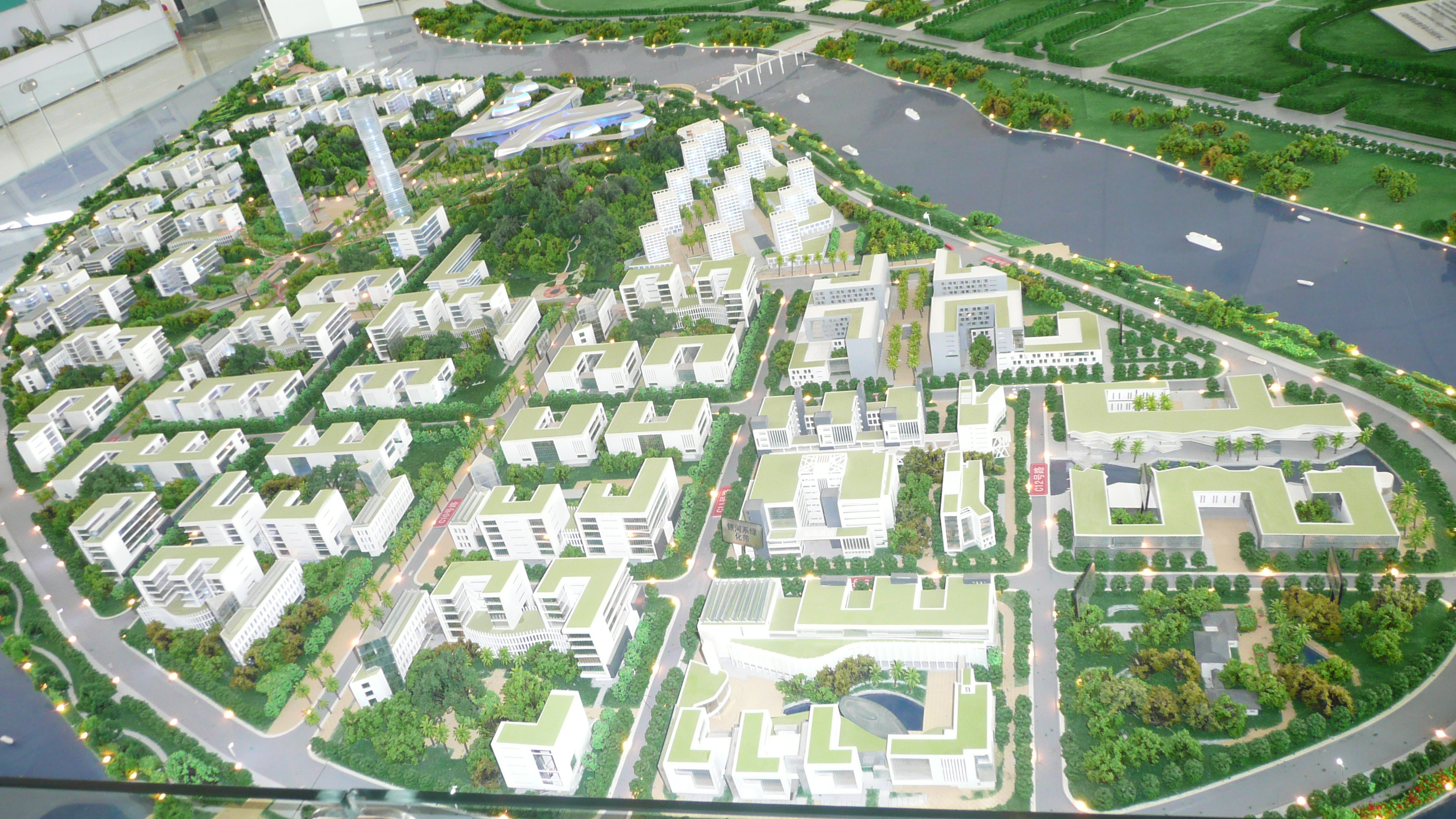
Modell von Bio-Island

Guangzhou International Biotech Island (chinesisch 廣州國際生物島 / 广州国际生物岛, Pinyin Guǎngzhōu guójì shēngwǔ dǎo, kurz auch Bio-Island oder GIBI genannt) ist ein Biotechnologie- und Bio-Industriepark auf der im Perlfluss gelegenen Insel  Guanzhou  (chinesisch 官洲島 / 官洲岛, Pinyin Guānzhōu dǎo) in der südchinesischen Stadt Guangzhou der Provinz Guangdong. Es stellt das Kerngebiet der biologischen Industriebasis Guangzhous dar. Schwerpunkte für die Ansiedlung internationaler und nationaler Unternehmen bilden die Bio-Medizin mit den Bereichen der Protein- und Arzneimittel-Entwicklung, der Stammzellenforschung, der Bio-Chips, Bio-Informatik, Biochemie unter anderem, sowie die verschiedenen Richtungen der traditionellen chinesischen Medizin.

## Geschichte
Im Jahre 1999 unterbreitete die Stadtverwaltung von Guangzhou den Vorschlag zur Errichtung einer internationalen Basis für biotechnologische Forschung, Entwicklung und Produktion auf der im Herzen der Stadt liegenden Perlfluss-Insel Guanzhou. Die Nationale Planungskommission bestätigte im September 2001 dieses Projekt unter dem Namen „Guangzhou International Biological Island“.
Im Oktober 2006 wurde durch die Nationale Entwicklungs- und Reformkommission Chinas die „Nationale Bio-Industrie-Basis Guangzhou“, zu deren Kern die jeweils in der Entwicklungszone von Guangzhou liegende Guangzhou Science City und Guangzhou Bio-Island gehören, im Rahmen des Nationalen Programms zur Entwicklung der Biotechnologie-Industrie anerkannt. Schließlich wurde im Dezember 2008 das Projekt auch als wichtige nationale Innovationsplattform im Rahmen des Reformprogramms für die Perlflussdelta-Region ausgewiesen.

## Lage und Infrastruktur
Die Insel befindet sich 12 km entfernt vom Stadtzentrum im Südosten von Guangzhou und umfasst 1,82 km². Sie ist 2,8 km lang und 0,9 km breit. Eine U-Bahn-Linie sowie ein parallel verlaufender Auto-Tunnel verbindet die Insel sowohl mit dem nördlichen Stadtgebiet und dem neuen Messegelände als auch mit der südlich gelegenen Universitäts-Stadt. Das gesamte Gelände wird im Sinne eines ökologischen Parks gestaltet. Die Infrastruktureinrichtungen und Gebäude des Bio-Industrieparks werden mit modernsten Methoden umweltgerecht und energieeffizient gebaut. Für biotechnologische Forschung und Entwicklung sowie Produktion werden insgesamt 28 Gebäudekomplexe auf einer Grundfläche von 722.700 m² mit einer Nutzfläche von 1.450.000 m² errichtet. Darüber hinaus entstehen Service-Einrichtungen mit einer Nutzfläche von 300.000 m², Restaurants und Wohnungen sowie ein 5-Sterne-Hotel. Ein befestigter Ufer-Weg (Greenway) kann rund um die Insel mit Elektrofahrrädern genutzt werden; ein Autoverkehr wird nur bis zu ausgewählten Standorten möglich sein.

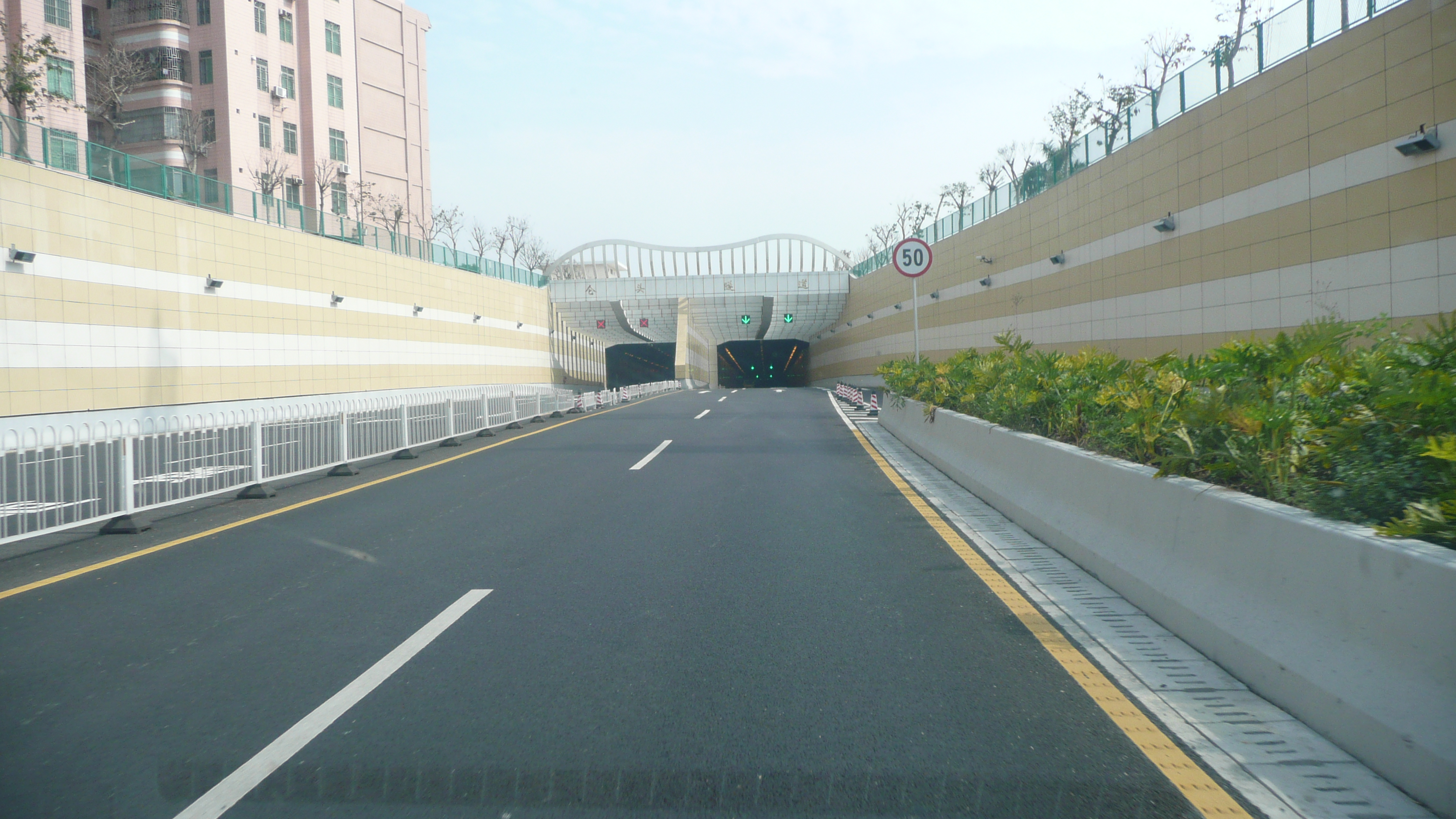
Auto-Tunnel zur und unter der Insel
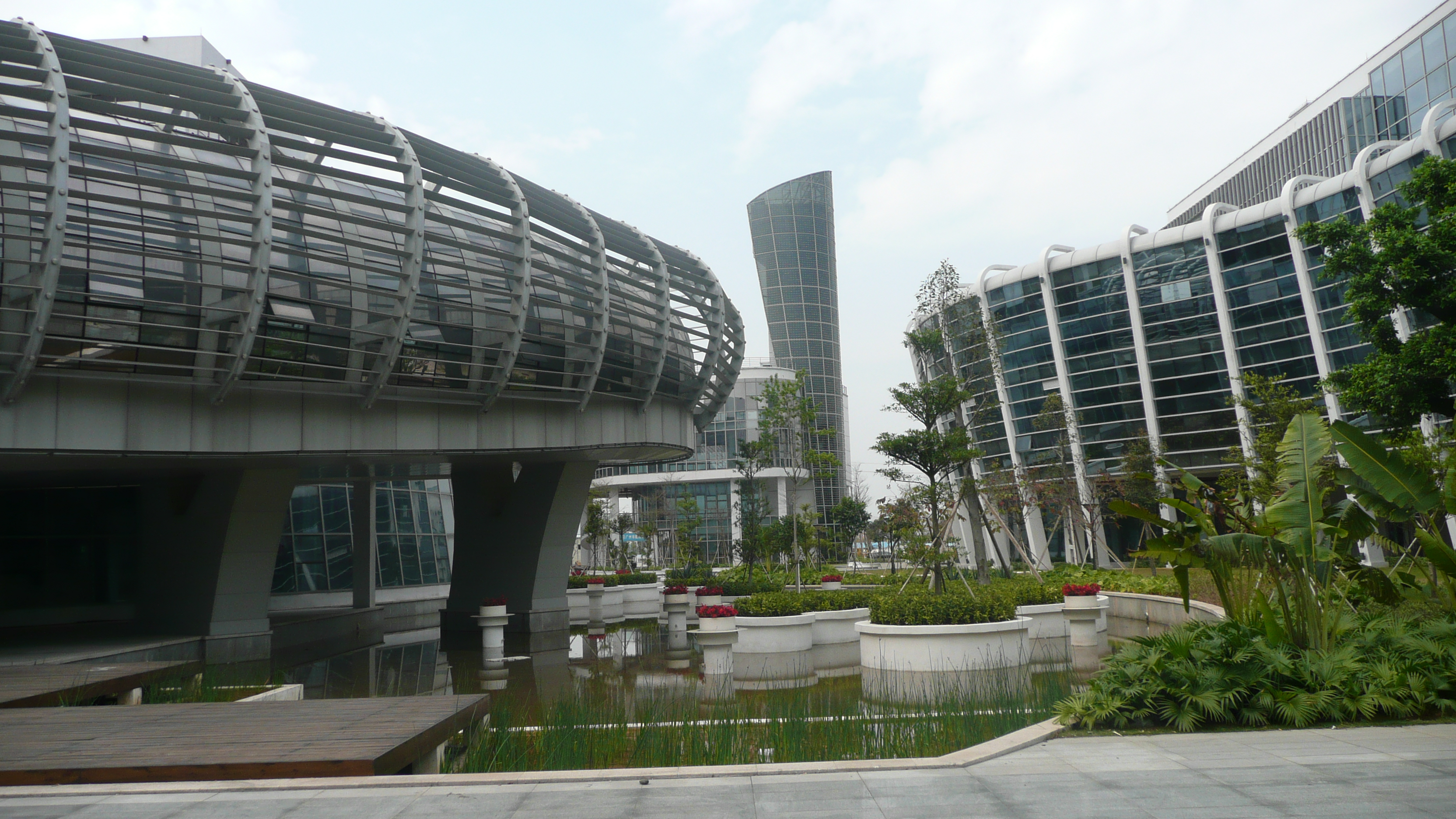
Erster Gebäudekomplex
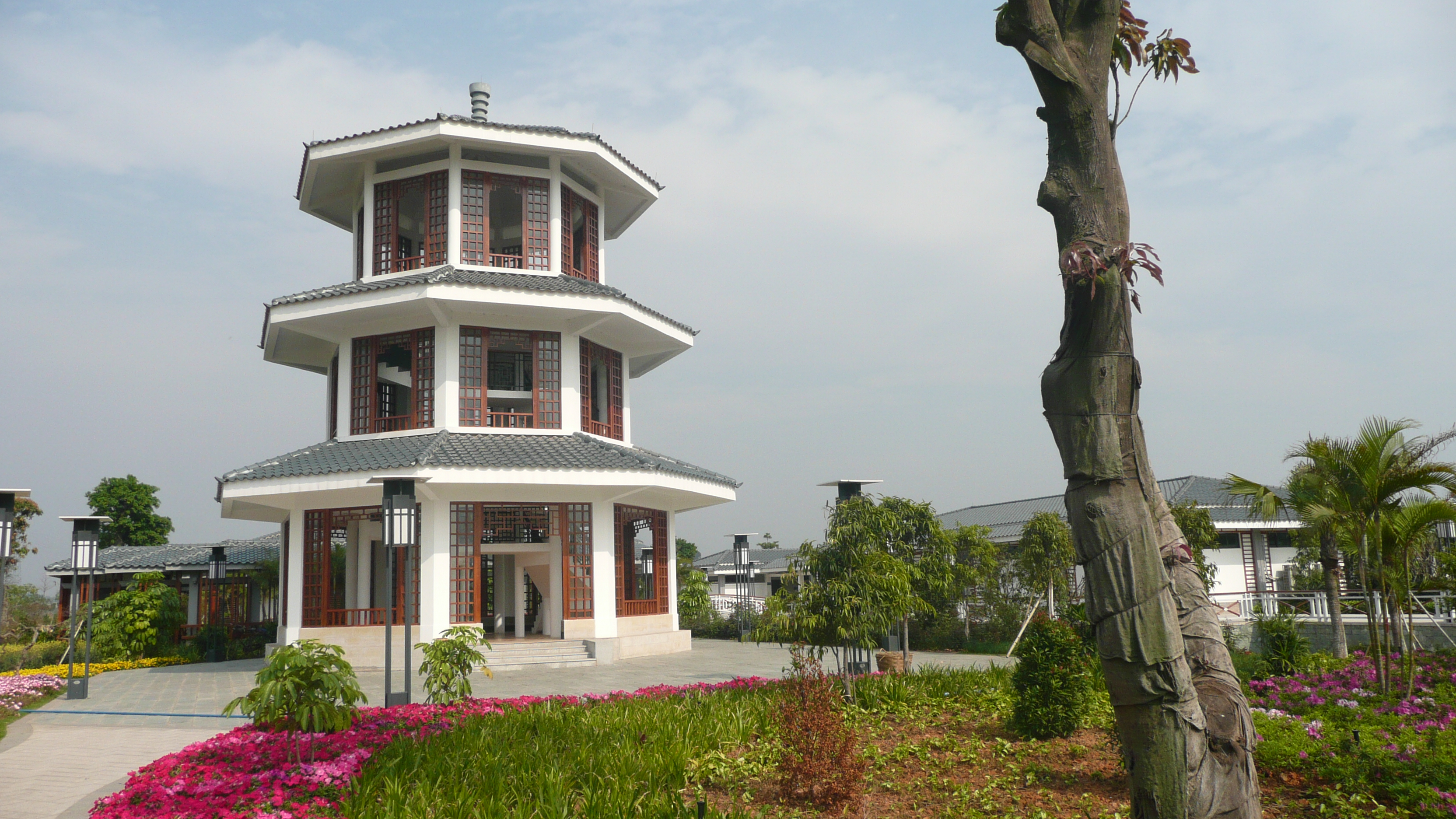
Erholungspark auf der Insel
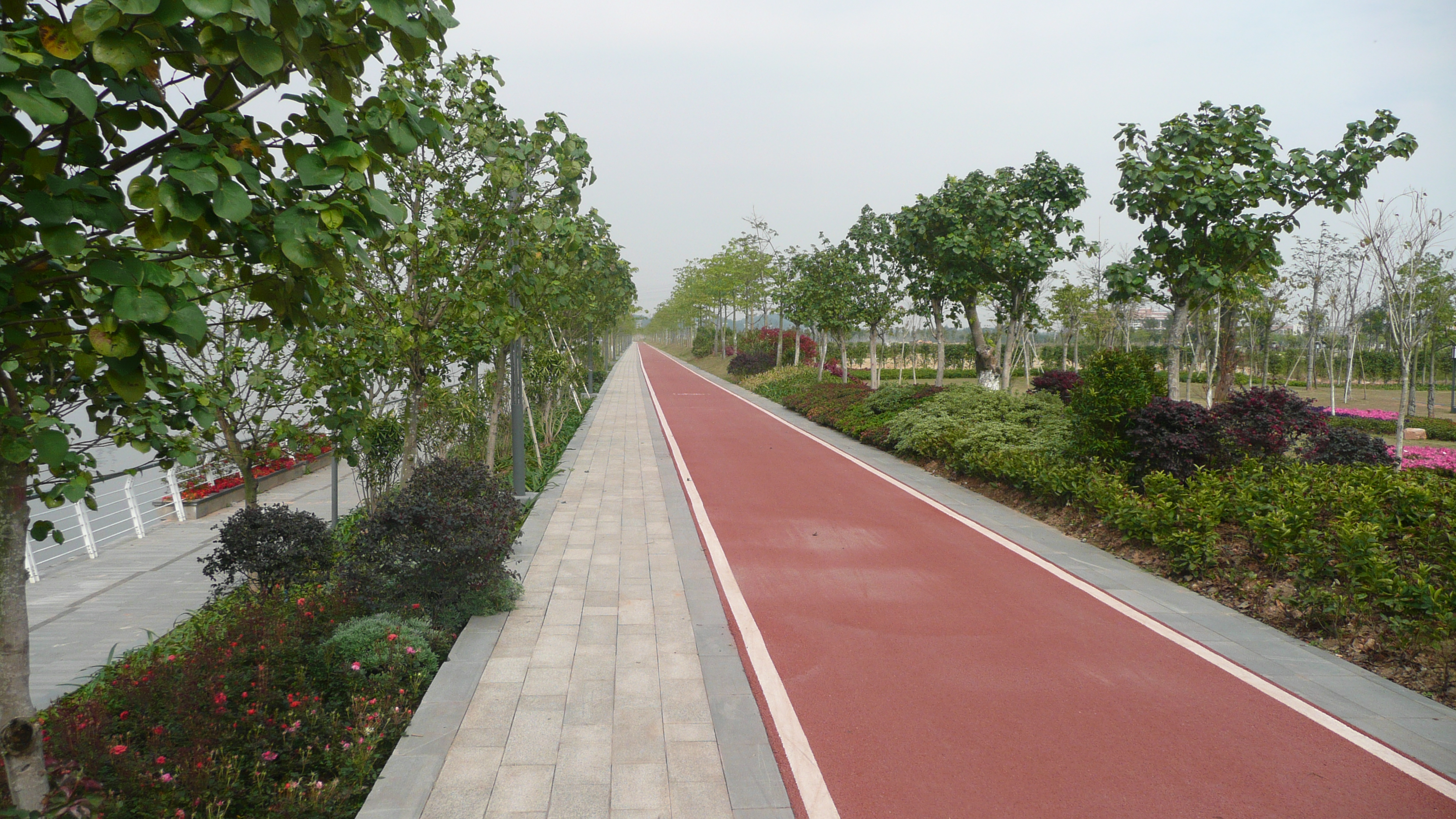
Uferstraße "Greenway"